# Robert Tannahill
Robert Tannahill (3. června 1774 Paisley – 17. května 1810 Paisley) byl skotský básník.

## Život
Robert Tannahill se narodil v Castle Street ve městě Paisley dne 3. června 1774, coby čtvrtý syn ze sedmi. Jeho matka byla Janet Pollock z farmy Boghall nedaleko Beith a otec byl James Tannahill z Kilmarnocku. Brzy po jeho narození se rodina přestěhovala do nově postavené chalupy v nedalekém Queen Street, kde bydleli a současně se živili tkaním. Robert měl nepatrně deformovanou pravou nohu, díky čemuž kulhal. Po dokončení školy ve věku dvanácti let byl dán do učení ke svému otci jako tkadlec. V té době se u něho začal projevovat zájem o poezii.
Po vyučení opustil město a v letech 1799–1801 pracoval v Bolton, Lancashire. Na konci roku 1801 se vrátil domů, aby podporoval svou rodinu. Brzy poté jeho otec však zemřel a matka se stala nemohoucí. Zpočátku se o nemohoucí matku staral společně se svým bratrem Hughem, který se však poté co se oženil, odstěhoval, a tak zůstala péče o matku jen na Tannahillovi. Jeho matka ho nakonec přežila o 13 let.
Jeho zájem o poezii a hudbu se rozrostl poté, co se seznámil se skladatelem Robertem Archibaldem Smithem. Pomohl založit klub Paisley Burns a stal se jeho tajemníkem. Jeho práce se začaly objevovat v časopisech, jako např. Skotský magazín. V roce 1807 vydal malou sbírku básní a písní v nákladu 900 výtisků, které se vyprodaly během několika týdnů. V roce 1810 mu byla zamítnuto vydání sbírky jeho prací, na základě čehož upadl do malomyslnosti. Nakonec spálil všechny své rukopisy a utopil se v propusti proudu pod kanálem v Paisley, kde byl i nalezen, protože si svlékl sako u ústí tunelu.

## Dílo
Většinu svých děl napsal po svém návratu do vlasti v roce 1802, které složil, když pracoval na tkalcovském stavu. Jeho zájem o poezii byl dlouholetý, četl výhradně poezii. Neměl vyhraněný styl, experimentoval v mnoha podobách: psal bajky, epitafy, ódy i příběhy. Častými tématy, ke kterým se vracel byla chudoba, napoleonské války, návraty vojáků z válek apod. V roce 1807 vyšla sbírka Vojákův návrat a skotská přestávka ve dvou aktech. Sbírka vyšla v rámci předplatného, jak bylo v té době zvykem. Nedlouho po jeho smrti, v letech 1815 a 1817 začaly ale básně vycházet v tisku a v roce 1822 byl vydán dotisk původní sbírky.

## Básně
- Are You Sleeping Maggie (v překladu J. Vrchlického: Zda-li již, Maggie, spíš?)